# ヘンリー・マーチン

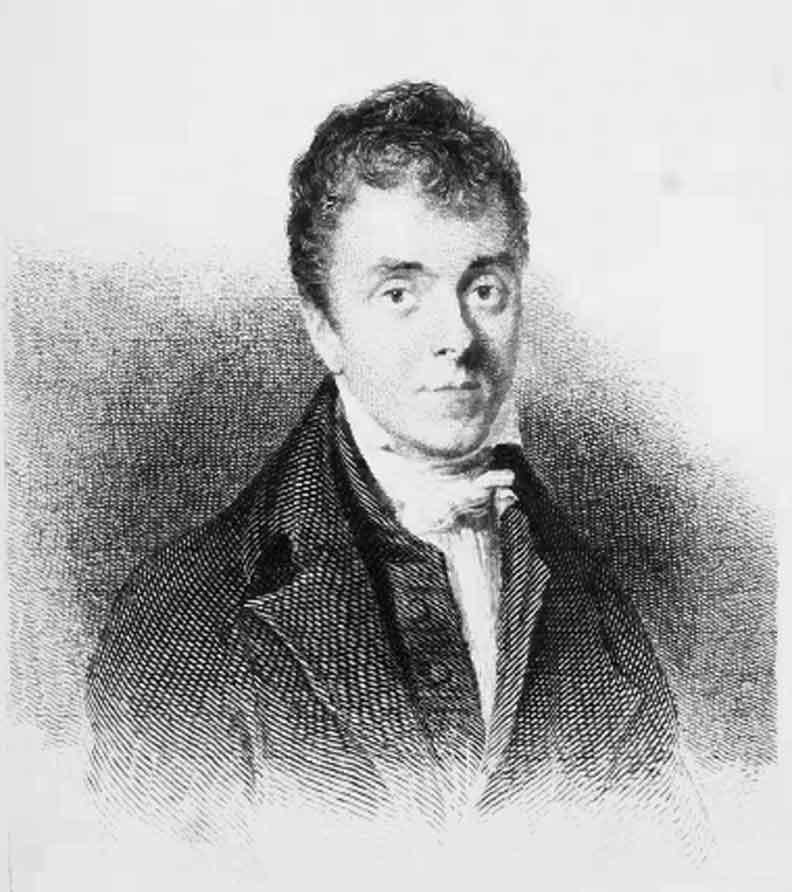

ヘンリー・マーチン（英: Henry Martyn、1781年2月18日 - 1812年10月16日）は、イギリスのキリスト教のインドへの宣教師。チャールズ・シメオンの弟子。